# Краснооктябрьский сельсовет (Ставропольский край)
Краснооктя́брьский сельсове́т — упразднённое сельское поселение в составе Будённовского района Ставропольского края России.

## География
Находится в восточной части Будённовского района.

## История
18 февраля 1993 года Малый Совет Ставропольского краевого Совета народных депутатов решил «Образовать в Будённовском районе Краснооктябрьский сельсовет с центром в селе Красный Октябрь. Включить в его состав село Красный Октябрь и хутор Горный, выделенные из состава Покойненского сельсовета этого же района».
С 16 марта 2020 года, в соответствии с Законом Ставропольского края от 31 января 2020 г. № 5-кз, все муниципальные образования Будённовского муниципального района были преобразованы путём их объединения в единое муниципальное образование Будённовский муниципальный округ.

## Население
| 1989  | 2002  | 2010  | 2011  | 2012  | 2013  | 2014  |
| ----- | ----- | ----- | ----- | ----- | ----- | ----- |
| 1512  | ↗1685 | ↘1534 | →1534 | ↘1503 | ↘1497 | ↗1510 |
| 2015  | 2016  | 2017  | 2018  | 2019  | 2020  |       |
| ↘1481 | ↘1464 | ↗1465 | ↘1430 | ↘1401 | ↘1393 |       |

Национальный состав
По итогам переписи населения 2010 года проживали следующие национальности (национальности менее 1 %, см. в сноске к строке «Другие»):
| Национальность | Численность | Процент |
| -------------- | ----------- | ------- |
| Русские        | 1377        | 89,77   |
| Езиды          | 35          | 2,28    |
| Даргинцы       | 22          | 1,43    |
| Армяне         | 19          | 1,24    |
| Азербайджанцы  | 16          | 1,04    |
| Украинцы       | 16          | 1,04    |
| Другие         | 49          | 3,19    |
| Итого          | 1534        | 100,00  |

## Состав поселения
- Горный (хутор) — 27[17]
- Красный Октябрь (село, административный центр) — 1172[18]

## Местное самоуправление
- Совет депутатов сельского поселения Краснооктябрьский сельсовет, состоит из 10 депутатов, избираемых на муниципальных выборах по одномандатным избирательным округам сроком на 5 лет.
- Администрация сельского поселения Краснооктябрьский сельсовет

Главы муниципального образования
- Хрипушин Николай Васильевич (c 2001 года, второй срок)
- с 8 февраля 2015 года — Филенко Наталия Александровна[19]

## Инфраструктура
- Центр культуры, досуга и спорта
- Почта и узел связи. Газовый участок, коммунальное предприятие, пекарня, централизованная котельная, более десятка магазинов, сельская библиотека.

## Учебные заведения
- Детский сад № 27 «Березка»
- Средняя общеобразовательная школа № 2

## Экономика
Сельскохозяйственное предприятие ОАО АФ «Жемчужина Ставрополья».

## Памятники
- Памятник воинам землякам, погибшим в годы гражданской и Великой Отечественной войн. 1972 год[20]